# Gare de Haltdalen
La gare de Haltdalen est une gare de la ligne de Røros située dans le hameau de Haltdalen situé dans la commune de Holtålen dans le comté du Trondelag. La gare a été mise en service en 1877. La gare a été construite selon les plans de l'architecte des chemins de fer Georg Andreas Bull. La gare qui se situe à 453.86 km d'Oslo fut considérablement modernisée en 1950.